# Romeinse munteenheid

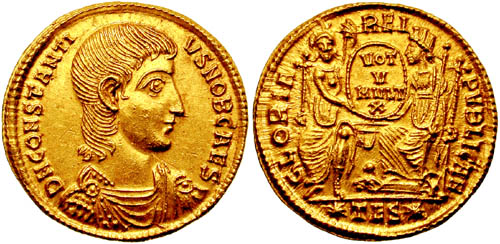
Romeinse solidus uit ca. 351-354 n.Chr.

De Romeinse munteenheid bestond gedurende de hele periode van de Romeinse Republiek en bestond uit verschillende valuta, waaronder:
- As meest gebruikt in Romeinse tijd
  - semis, een halve As
  - quadrans, een kwart As
- Denarie
  - quinarius, een halve Denarius
- Sestertie na de as

Ze werden gebruikt van het midden van de 3de eeuw v.Chr. tot de 3de eeuw n.Chr.
Aes · Antoninianus · Argenteus · As · Aurelianianus · Aureus · Barbaarse imitatie · Cistophorus · Denarie · Dupondius · Follis · Miliarense · Nummus · Quadrans · Quincunx · Semis · Sestertie · Siliqua · Solidus · Spintria · Tessera · Triens